# Il terrore del silenzio
Il terrore del silenzio o Hush - Il terrore del silenzio (Hush) è un film thriller-horror del 2016 diretto da Mike Flanagan.

## Trama
Maddie Young, una scrittrice di romanzi horror (tra i quali Midnight Mass, futura mini-serie di Flanagan) che ha perso la capacità di udire e parlare all'età di 13 anni a causa di una meningite batterica e del successivo intervento chirurgico fallito, conduce una vita isolata nei boschi con la sua gatta, Stronza (Bitch in originale) nella speranza di far progredire la sua carriera. La donna ha la capacità di visualizzare nella sua mente le storie che realizza e i potenziali finali prima di scegliere il più adatto.
Una sera, la sua amica e vicina Sarah, mentre sta per tornare a casa, viene aggredita da un individuo mascherato e armato di balestra; la donna, ferita, corre a casa di Maddie ma, giunta lì, non riesce a entrare perché Maddie non la può sentire gridare ,così l'aggressore la raggiunge e la pugnala a morte. Accortosi che Maddie è sorda, l'assassino decide di fare con lei un gioco psicologico prima di ucciderla; è così che l'uomo le ruba il telefono con cui le fa delle foto e gliele invia, poi toglie la corrente alla casa e le sabota l'auto per impedire che fugga. Spaventata, Maddie scrive sulla porta-finestra che non dirà nulla, non avendolo visto in faccia, e che il suo ragazzo sta per tornare a casa, cosa che non è vera. In risposta, l'uomo si toglie la maschera rivelando il suo volto e rivelandole quindi che intende tormentandola finché non desidererà essere morta e solo allora lui la ucciderà. È così che Maddie tenta di scappare attraverso la finestra del secondo piano venendo però colpita a una gamba con un dardo della balestra ma riuscendo a buttare l'uomo giù dal tetto e a prendergli l'arma. 
Poco dopo John, il ragazzo di Sarah, arrivato a casa di Maddie per cercare la fidanzata, vede l'assassino che cerca di farlo andar via fingendosi un poliziotto giunto lì per una chiamata ma, quando dalla sua tasca cade l’orecchino di Sarah, John si insospettisce e cerca di colpire l'uomo alle spalle con una pietra ma, inavvertitamente, Maddie lo distrae così l'assassino ha l'occasione di pugnalare John al collo. Poi, mentre l'uomo cattura Stronza, Maddie, con un metodo simile a quello usato per scrivere i finali delle sue storie, ragiona sul da farsi e capisce che non riuscirà mai a fuggire, che finirà per morire a causa della ferita se rimarrà in casa e che quindi l'unico modo per sopravvivere è uccidere l'uomo; è così che Maddie ferisce alla spalla l’uomo prima che uccida la gatta ma, mentre rientra in casa, fa cadere l'ultima freccia fuori dalla porta e, mentre tenta di raccoglierla, l'uomo le frantuma la mano con la porta scorrevole per poi permetterle di rientrare in casa per continuare il gioco. 
In seguito quando l'uomo ribadisce di poter entrare quando vuole in casa, Maddie scrive sul vetro della porta, di provarci e lo chiama codardo così l'uomo cerca di abbattere la porta e Maddie, lasciato un messaggio di addio per la sua famiglia sul computer, si arma con un coltello e si chiude in bagno. 
Non riuscendo a sfondare la porta, l'uomo sfonda il lucernario del bagno dove si è barricata Maddie al fine di coglierla alle spalle ma la donna si accorge della sua presenza quando le respira sul collo e così lei lo pugnala al ginocchio per poi correre in cucina dove, raggiunta dall’uomo, gli spruzza in faccia dell'insetticida e lo colpisce col rilevatore di fumo. L'assassino prende comunque il sopravvento sulla donna e la strangola ma lei, con le ultime forze, afferra un cavatappi con cui lo pugnala al collo uccidendolo.
Maddie recupera il suo cellulare dal corpo dell'uomo e chiama il 911 prima di barcollare fuori, sedersi sui gradini del portico con la sua gatta in attesa dei soccorsi.

## Distribuzione
Il film è stato presentato in anteprima al South by Southwest Film Festival il 12 marzo 2016. Prima di tale debutto venne acquistato da Netflix e distribuito in video on demand dall'8 aprile 2016.

### Divieti
Negli Stati Uniti d'America la MPAA ha classificato il film come restricted (R) per scene contenenti forte violenza, terrore e linguaggio.

## Accoglienza

### Critica
Sul sito web di recensioni Rotten Tomatoes, il film ha un rating di approvazione del 93%, sulla base di 43 recensioni, e un rating medio di 7,6/10. Su Metacritic ha un punteggio medio ponderato di 67 su 100, basato su 7 recensioni di critici, che indica "recensioni generalmente positive".